# Kesso Barry
Kesso Barry (sinh năm 1948) là một nhà văn tự truyện người Guinea ở Pháp. Cuốn tự truyện của bà, dành riêng cho con gái, kể lại vai trò giới hạn của sự nuôi dưỡng truyền thống của bà với tư cách là một thành viên của giới quý tộc Fulani ở Guinea-Conakry, và bà thoát khỏi cuộc sống phương Tây ở Paris.

## Đời sống
Cha của Kesso Barry là Al Hajj Ibrahima Sory-Dara, almamy của Mamou. Bà được giáo dục tại Koranic và các trường tiểu học ở Mamou, trước khi tiếp tục học ở Conakry và Dakar. Bà kết hôn năm 15 tuổi và có hai con. Năm 1966, sau khi ly dị chồng, bà chuyển đến Paris. Ở đó, bà theo đuổi sự nghiệp thành bàng trong thời trang, kết hôn với một người Pháp và viết tiểu thuyết tự truyện.

## Công trình
- Kesso, hoàng tử peuhle [Kesso, một bàng chúa Fulani], Paris: Seghers, 1988. ISBN 978-2232100970